# 埃里哈 (敘利亞)
埃里哈是敘利亞的城鎮，由伊德利卜省負責管轄，位於該國西北部，海拔高度587米，主要農產品有櫻桃和無花果，鎮上的歷史建築吸引不少國內遊客，2008年人口55,017。
35°49′N 36°36′E / 35.817°N 36.600°E